# جامعة البريمي
جامعة البريمي (بالإنجليزية: University of Buraimi)‏ هي جامعة، تأسست في عام 2010، في سلطنة عمان. وتَضْمُ الجامعة عددًا من الكليات؛ أهمها كلية الهندسة، وكلية إدراة الأعمال، وكلية العلوم الطبية، وكلية القانون، وتقدم الجامعة برامج في الماجستير والبكالوريوس والدبلوم.

#### الكليات والأقسام
تضم جامعة البريمي أربع كليات تقدم مجموعة واسعة من البرامج الأكاديمية:
- كلية التجارة:[4] تقدم برامج الدبلوم، والبكالوريوس، والماجستير، والدكتوراه في مجالات مثل إدارة الأعمال، ونظم المعلومات الإدارية، وإدارة سلسلة التوريد واللوجستيات، وإدارة الموارد البشرية.
- كلية الهندسة:[5] تقدم برامج في هندسة المعلومات والاتصالات، والهندسة المعمارية، والهندسة المدنية، وهندسة الكمبيوتر، والذكاء الاصطناعي، وتكنولوجيا الطاقة المتجددة وغيرها.
- كلية العلوم الصحية:[6] تركز على تخصصات مثل التمريض، والبصريات، والصحة والسلامة المهنية، وخدمات الطوارئ الطبية، وتمريض الرعاية الحرجة.
- كلية القانون:[7] تقدم برامج البكالوريوس والماجستير في القانون، بما في ذلك التخصصات في القانون الخاص والعلوم الجنائية.

### البحث العلمي والنشر
تلتزم جامعة البريمي بتعزيز ثقافة البحث العلمي بين أعضاء هيئتها التدريسية وطلابها. تمتد أبحاث الجامعة عبر تخصصات مختلفة وتُنشر في مجلات علمية مرموقة. تشمل المواضيع البحثية الحديثة نوايا ريادة الأعمال، وأمن المعلومات، وتأثيرات الثورة الصناعية الرابعة على الصناعات، والتعلم الإلكتروني باستخدام الفصول الافتراضية.

### المكتبات والمجموعات
يُعد مركز مصادر التعلم (LRC) في الجامعة أحد المرافق الأكاديمية المهمة، حيث يوفر الوصول إلى مصادر مطبوعة ورقمية تدعم العملية التعليمية. يقع المركز في الطابق الأرضي من المبنى (B)، ويتسع لحوالي 200 طالب، ويحتوي على مساحات للدراسة، وغرف للنقاش، ومرافق حاسوبية. كما توفر الجامعة للطلاب وأعضاء هيئة التدريس إمكانية الوصول إلى "مصادر"، المكتبة العلمية الافتراضية لعُمان، من خلال عضويتها في شبكة عُمان للبحث والتعليم (OMREN).

### الحرم الجامعي[8]
يتميز حرم جامعة البريمي بتصميمه الحديث الذي يضم مرافق متطورة، تشمل مختبرات علمية متقدمة، وفصول دراسية مجهزة، ومساحات للتعاون والابتكار، مما يُعزز بيئة تعليمية داعمة للبحث والتطوير.

### الحياة الطلابية[8]
توفر الجامعة حياة طلابية غنية بالأنشطة اللامنهجية، مثل الأندية الطلابية والفعاليات المختلفة. كما تنظم مؤتمرات، ودورات تدريبية، وزيارات ميدانية، ومسابقات لتعزيز المهارات العملية للطلاب. من بين الفعاليات الأخيرة التي نظمتها الجامعة: المؤتمر الدولي حول ريادة الأعمال والاستدامة، ودورات التطوير المهني لأعضاء هيئة التدريس، وزيارات ميدانية للطلاب.

### ضمان الجودة[9]
تلتزم جامعة البريمي بالحفاظ على معايير أكاديمية وإدارية عالية من خلال نظام ضمان الجودة، حيث تعمل الجامعة على تقييم وتطوير مناهجها وأساليب التدريس والخدمات الطلابية لتتماشى مع أفضل الممارسات الدولية. يعمل قسم ضمان الجودة على ضمان الامتثال لمعايير الاعتماد الوطنية، ويتعاون مع الجهات التنظيمية لتعزيز مستوى التعليم.

## التعاون الأكاديمي
تسعى جامعة البريمي إلى تعزيز التعاون الأكاديمي على المستويين الدولي والوطني لدعم جودة التعليم وفرص البحث العلمي.
التعاون الأكاديمي الدولي
- University of West London, U.K.
- Aligarh Muslim University, India
- Vivekananda College, India
- INTI International University, Malaysia
- University of Houston, USA
- Christ University, India

التعاون الأكاديمي الوطني
- جامعة صحار
- جامعة التقنية والعلوم التطبيقية
- الأكاديمية الملكية للإدارة
- المعهد العالي للقضاء
- جامعة ظفار
- وزارة الصحة – عُمان
- وزارة التعليم العالي والبحث العلمي والابتكار
- الكلية العالمية للهندسة والتكنولوجيا
- الجامعة العربية المفتوحة – سلطنة عُمان
- أكاديمية السلطان قابوس لعلوم الشرطة
- أكاديمية السلطان قابوس البحرية

تهدف هذه الشراكات إلى تبادل المعرفة، وتعزيز البحث والتطوير، ودعم الابتكار في إطار رؤية عُمان 2040.

## معهد جامعة البريمي للتدريب[10]
يُعد معهد جامعة البريمي للتدريب مركزًا معتمدًا من وزارة التعليم العالي والبحث العلمي والابتكار العُمانية، ويهدف إلى تقديم برامج تدريبية متكاملة تخدم مختلف فئات المجتمع، بما في ذلك المهنيين والخريجين الجدد والعاملين في مختلف القطاعات.

#### أهداف المعهد
- تقديم برامج تنمية المهارات في مجالات الهندسة، والإدارة، والعلوم الصحية، واللغات.
- توفير شهادات مهنية دولية وبرامج تأهيل لاجتياز الاختبارات المهنية.
- تنظيم دورات تدريبية متخصصة بالتعاون مع خبراء ومتخصصين.
- دعم التطوير المهني والشخصي لموظفي الجامعة.
- إقامة شراكات مع الجهات الحكومية والخاصة لتقديم برامج تدريبية واستشارية متخصصة.
- توقيع اتفاقيات لتعزيز التدريب وخدمة المجتمع.
- تنفيذ برامج توعية مجتمعية تهدف إلى نشر المعرفة وتطوير المهارات.

يعقد المعهد شراكات مع وكالات تدريب دولية متخصصة، مما يعزز التزامه بالتعليم المستمر وتطوير الموارد البشرية في عُمان.

## وصلات خارجية
- جامعة البريمي
- المرشد المهني - جامعة البريمي